# Moulin à vent de Sainte-Famille de l'Île d'Orléans

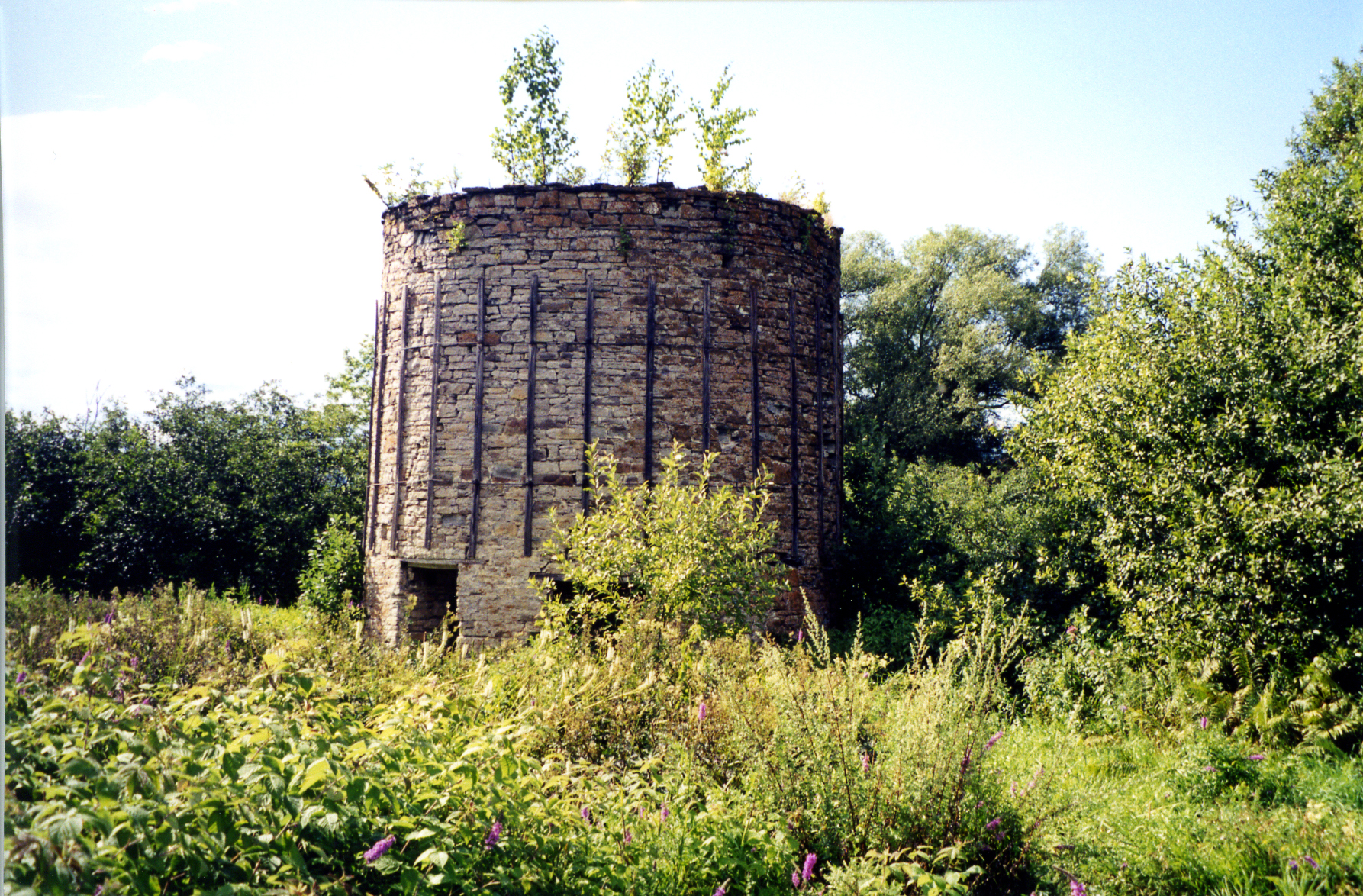
Moulin à vent de Sainte-Famille, aussi connu sous le nom de Moulin Poulin, situé à l'Île d'Orléans, en 2001

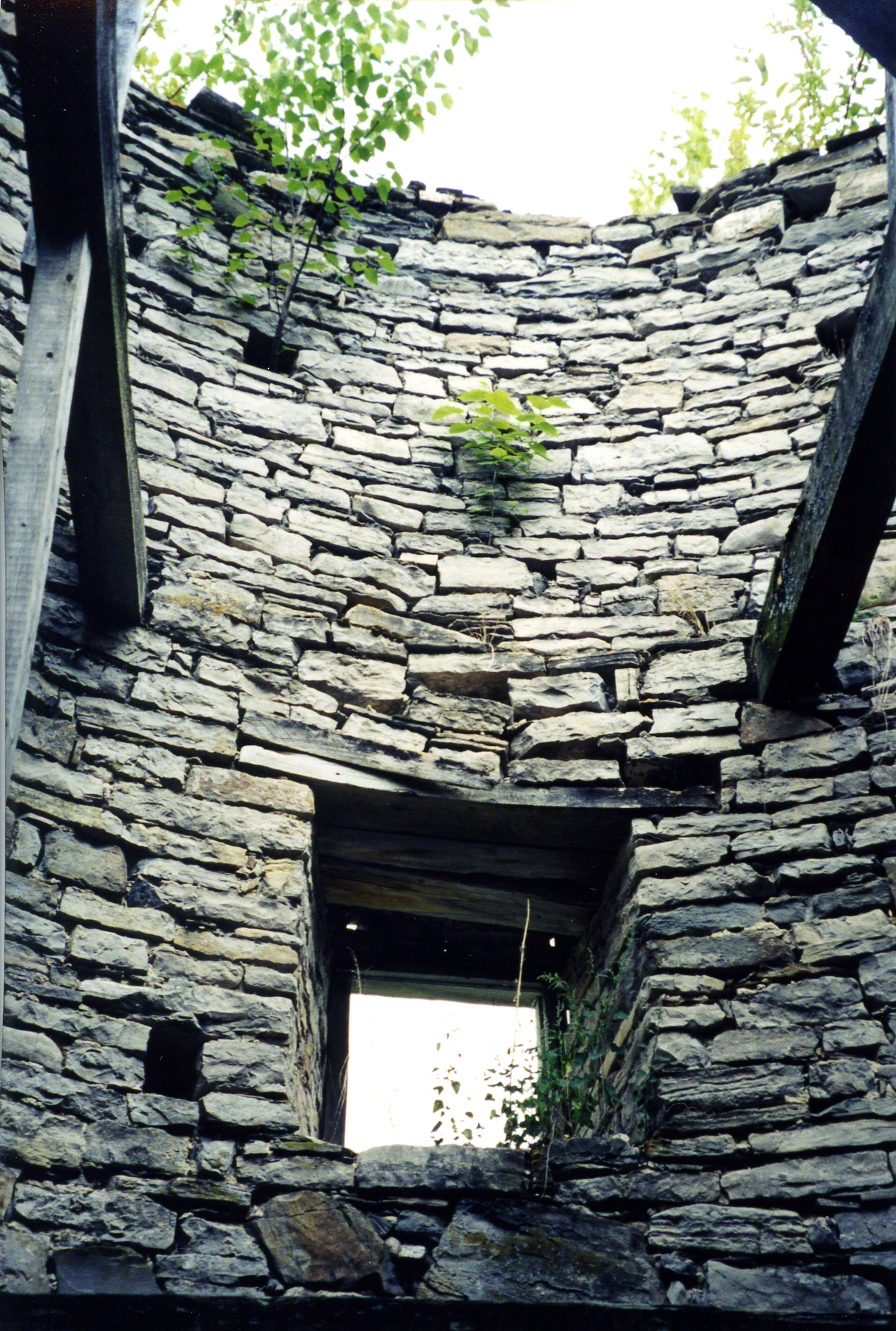
Intérieur du Moulin à vent de Sainte-Famille, situé à l'Île d'Orléans, en 2001

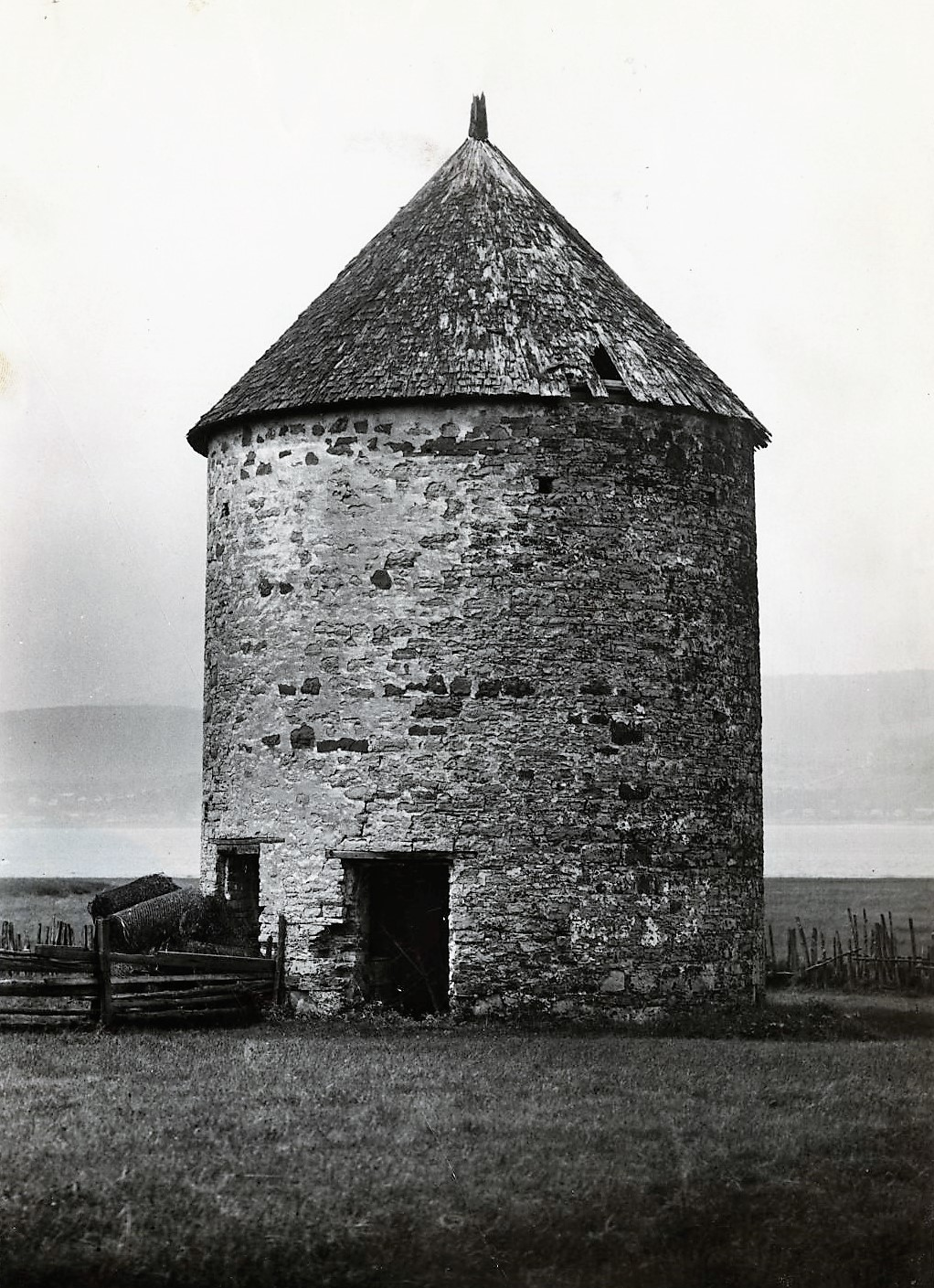
Photographie du Moulin seigneurial, vers 1925 par Edgar Gariépy

Le Moulin à vent de Sainte-Famille de l'Île d'Orléans est l'un des 18 derniers moulins à vent du Québec au Canada. Avec le moulin à eau de Saint-Laurent, il est l'un des deux seuls moulins à farine de l'île d'Orléans.
Le moulin Poulin était un moulin seigneurial. La moitié est de la seigneurie de l'île d'Orléans, comprenant la paroisse de la Sainte-Famille et la paroisse Saint-Jean, fut achetée le 6 juillet 1764 par le lieutenant James Murray, officier du régiment des Highlanders, qu'il ne faut pas confondre avec son homonyme le gouverneur James Murray. Le 20 août 1767, Murray en confia la gestion à son compagnon d'armes Malcolm Fraser qui en devint propriétaire le 11 novembre 1777 ou le 10 mars 1779. Le 12 février 1805, Fraser vendit sa seigneurie de Sainte-Famille et de Saint-Jean à son meunier Louis Poulin, son agent, à qui il déléguait depuis plusieurs années la plus grande partie de ses tâches de gestion de la seigneurie. Son fils Alexandre Poulin en deviendra propriétaire jusqu'à l'abolition du régime seigneurial en 1854. En 1859, le commissaire Siméon Lelièvre, chargé de faire le cadastre de la seigneurie Poulin en vertu de l'acte seigneurial de 1854, estime la valeur des moulins banaux (le moulin à eau et le moulin à vent) à 5000$ et la banalité à 1000$.
Quatre moulins ont été construits sur le site du moulin Poulin : un premier moulin à vent, construit en colombage en 1664-1665, un premier moulin à eau, construit en pierres en 1679, un deuxième moulin à eau, construit en pierres en 1723 et qui fut démoli vers 1939, et le deuxième moulin à vent, construit en pierres entre 1841-1847.

## Identification
- Nom du bâtiment : Moulin à vent Poulin
- Autre nom du bâtiment : Moulin à vent de Sainte-Famille
- Adresse civique : 2360, chemin royal, ou 3717, chemin Royal (numéro civique antérieur : 51)
- Municipalité : Île d'Orléans, paroisse Sainte-Famille
- Propriété : Privé

## Construction
- Date de construction : entre 1841 et 1847
- Nom du constructeur :
- Nom du propriétaire initial : Alexandre Poulin

## Chronologie
Évolution du bâtiment :
Transformations majeures :
Propriétaires :
- 1841 : Alexandre Poulin, fils de Louis
- 1889 : Alfred Poulin (décédé tragiquement dans son moulin le 28 septembre 1934)
- 1934 : Pascal Poulin, fils d'Alfred

## Architecture
Le moulin à vent de Sainte-Famille (Moulin Poulin) n'est maintenant qu'une simple tour en pierres.

## Protection patrimoniale
En 1972, des démarches de classement par le ministère des Affaires culturelles furent entreprises sans succès. Le moulin ne bénéficie d’aucune reconnaissance en tant que bien culturel, malgré des recommandations répétées en ce sens.

## Mise en valeur
- Constat de mise en valeur : Le moulin est mis en valeur par un panneau d'interprétation situé à proximité du presbytère de Sainte-Famille. Il est maintes fois répétés que ce moulin aurait été construit vers 1668 ou, du moins, au 17e siècle. Le moulin à vent du 17e siècle est un premier moulin à vent construit sur le site, tandis que le moulin à vent Poulin en est le deuxième.
- Site d'origine : Oui, mais le site n'est pas ouvert au public.
- Constat sommaire d'intégrité : Il ne reste du moulin qu'une tour vide en pierres, sans toit ni ailes ni autres mécanismes.
- Responsable :